# Ave Maria! ~Schubert~
"Ave Maria! ~Schubert~" Ave Maria! (～シューベルト～) é o vigésimo single da cantora japonesa Ayaka Hirahara. Tem como lado-B uma nova versão do lado-B do single "Shin Sekai", "AVE MARIA", agora intitulada de "AVE MARIA ~Caccini~ another mix".

## Faixas
Faixas do single Ave Maria ~ Schubert ~:
| N.º | Título                                                      | Letras         | Música         | Duração |  |
| 1.  | "Ave Maria! ~Schubert~ (～シューベルト～)"                  | Ayaka Hirahara | Schubert       | 2:26    |  |
| 2.  | "AVE MARIA ~Caccini~ ( ～カッチーニ～) another mix"         | Ayaka Hirahara | Giulio Caccini | 4:49    |  |
| 3.  | "Ave Maria! ~Schubert~ (～シューベルト～) (inst.)"          | -              | Schubert       | 2:25    |  |
| 4.  | "AVE MARIA ~Caccini~ ( ～カッチーニ～) another mix (inst.)" | -              | Giulio Caccini | 4:46    |  |